# Erminia Giuliano
Erminia Giuliano (prononcé : [erˈmiːnja dʒuˈljaːno]), née le 31 décembre 1955, est une ancienne membre du clan Giuliano de la Camorra, basée dans le quartier de Forcella, à Naples. Elle est surnommée Celeste (« bleu ciel ») en raison de ses yeux bleus brillants,.

## Biographie
Erminia Giuliano nait le 31 décembre 1955. Son frère Luigi Giuliao est un chef de la Camorra à Forcella à Naples.  
Elle a un penchant pour la violence : lorsqu'elle s'ennuie. Alors jeune femme, elle aurait dit : « Il faut que je tire sur quelqu'un ». Elle poignarde une femme cheffe de gang rivale en 1997, et fonce avec une voiture dans la vitrine d'une autre ennemie en 1999. Diego Maradona, la star du football qui a joué pour Naples compte parmi ses amis, dans un contexte où le clan Giuliano s'intéresse à la drogue et aux paris illégaux sur les matchs de football. Carmine, l'un des frères d'Erminia, a déclaré que Maradona était cocaïnomane et aurait fait n'importe quoi pour obtenir cette drogue, quitte à faire perdre Naples pendant le championnat d'Italie.  
Emiliana Giuliano prend la tête du clan Giuliano et de ses affaires criminelles après l'arrestation de son frère Luigi Giuliano au début de l'année 2000. Emiliana Giuliano est jugée la seule capable de le faire en raison de ses compétences, du fait qu'elle fait partie de la famille Giuliano et parce que le seul héritier masculin direct de l'entreprise familiale qui n'est pas encore en prison, le neveu de Giuliano, Pio Vittorio Giuliano, est considéré comme incapable de le faire,.Elle relance le loto clandestin pour payer les affiliés du clan, et, rompant avec la tradition, elle multiplie les amants.  
Luigi Giuliano devient pentito (« repenti ») en septembre 2002, tout comme auparavant son frère Carmine. Il témoigne contre plusieurs figures de la Camorra, y compris des membres de son propre clan[[réf. nécessaire]. 
Classée parmi les 30 criminelles les plus dangereuses d'Italie, elle est finalement arrêtée le 23 décembre 2000, après avoir été en fuite pendant plus de 10 mois,. Sa spécialité au sein du clan est la contrefaçon de billets de banque, mais elle gère aussi le trafic de drogue et les extorsions de fonds

### Arrestation
En décembre 2000, la police fait une descente dans la maison de sa fille dans le quartier de Forcella à Naples peu après minuit et la trouve dans une pièce secrète dissimulée derrière un placard de cuisine et un panneau mural coulissant. Le chef de la police de Naples, Carlo Gualdi la décrit comme une meneuse possédant toutes les caractéristiques habituellement attribuées aux parrains de la mafia,.
Elle a insisté pour prendre une douche et recevoir la visite de son coiffeur, avant d'enfiler des talons hauts, un faux manteau en peau de léopard et des menottes, et de dire à ses filles :  « Je compte sur vous maintenant. Je suis détendue. Je vous ai appris toutes les vraies valeurs de la vie ».
Le 19 avril 2006, elle est condamnée à dix ans de réclusion en tant que chef d'association mafieuse. 

### Libération
Depuis sa sortie de prison, Erminia Giuliano vit à Formia, dans le Latium. En 2019, l'État italien a saisi ses biens en raison d'une question patrimoniale liée à une condamnation pour association de malfaiteurs de type mafieux dont elle a fait l'objet dans le passé.